# All England/Dameneinzel
Als All England werden die Internationalen Meisterschaften von England im Badminton bezeichnet. Sie sind das älteste internationale Badmintonturnier überhaupt und galten bis zur Einführung der Badminton-Weltmeisterschaft im Jahr 1977 als inoffizielle Einzel-WM. Folgend die Gewinner und Finalisten im Dameneinzel.

## Sieger und Finalisten in Dameneinzel
| Jahr      | Sieger                 | Finalist                    | Ergebnis            |
| --------- | ---------------------- | --------------------------- | ------------------- |
| 1900      | Ethel Thomson Larcombe | E. Moseley                  | 17-15, 15-11        |
| 1901      | Ethel Thomson Larcombe | Mina Schreiber              | 15-12, 15-7         |
| 1902      | Meriel Lucas           | Ethel Thomson Larcombe      | 15-11, 16-18, 15-2  |
| 1903      | Ethel Thomson Larcombe | Dorothea Katharina Douglass | 18-15, 15-9         |
| 1904      | Ethel Thomson Larcombe | Dorothea Katharina Douglass | 15-2, 15-8          |
| 1905      | Meriel Lucas           | Mabel Hardy                 | 9-15, 15-6, 15-9    |
| 1906      | Ethel Thomson Larcombe | Ellen Mary Stawell-Brown    | w.o.                |
| 1907      | Meriel Lucas           | Dorothea Katharina Douglass | 15-5, 8-15, 15-13   |
| 1908      | Meriel Lucas           | G. L. Murray                | 11-2, 11-3          |
| 1909      | Meriel Lucas           | Lavinia Clara Radeglia      | 11-3, 11-5          |
| 1910      | Meriel Lucas           | Margaret Larminie           | 11-5, 3-11, 11-5    |
| 1911      | Margaret Larminie      | Alice Gowenlock             | 11-9, 4-11, 11-4    |
| 1912      | Margaret Tragett       | Ethel Thomson Larcombe      | 11-14, 11-2, 14-13  |
| 1913      | Lavinia Clara Radeglia | Margaret Tragett            | 11-5, 11-8          |
| 1914      | Lavinia Clara Radeglia | Bottomley                   | 11-3, 11-5          |
| 1915 1919 | nicht ausgetragen      | nicht ausgetragen           | nicht ausgetragen   |
| 1920      | Kitty McKane           | Margaret Tragett            | 11-6, 11-5          |
| 1921      | Kitty McKane           | Margaret Tragett            | 11-5, 11-6          |
| 1922      | Kitty McKane           | Margaret Tragett            | 11-7, 11-7          |
| 1923      | Lavinia Clara Radeglia | Marian Horsley              | 11-8, 11-6          |
| 1924      | Kitty McKane           | Margaret Tragett            | 11-4, 11-2          |
| 1925      | Margaret Stocks        | Marjorie Barrett            | 11-2, 11-7          |
| 1926      | Marjorie Barrett       | Margaret Tragett            | 11-7, 11-3          |
| 1927      | Marjorie Barrett       | Margaret Tragett            | 11-8, 11-3          |
| 1928      | Margaret Tragett       | Nora Coop                   | 11-3, 5-11, 11-5    |
| 1929      | Marjorie Barrett       | F. Waterhouse               | 11-8, 14-13         |
| 1930      | Marjorie Barrett       | Betty Uber                  | 11-2, 5-11, 11-9    |
| 1931      | Marjorie Barrett       | Leoni Kingsbury             | 11-8, 4-11, 14-9    |
| 1932      | Leoni Kingsbury        | Alice Woodroffe             | 11-4, 5-11, 11-2    |
| 1933      | Alice Woodroffe        | Leoni Kingsbury             | 11-7, 11-5          |
| 1934      | Leoni Kingsbury        | Thelma Kingsbury            | 11-4, 11-6          |
| 1935      | Betty Uber             | Alice Woodroffe             | 11-1, 11-6          |
| 1936      | Thelma Kingsbury       | Betty Uber                  | 5-11, 11-3, 11-2    |
| 1937      | Thelma Kingsbury       | Diana Doveton               | 11-0, 11-0          |
| 1938      | Daphne Young           | Betty Uber                  | 10-12, 12-11, 11-3  |
| 1939      | Dorothy Walton         | Diana Doveton               | 11-4, 11-5          |
| 1940 1946 | nicht ausgetragen      | nicht ausgetragen           | nicht ausgetragen   |
| 1947      | Marie Ussing           | Kirsten Thorndahl           | 11-6, 6-11, 12-10   |
| 1948      | Kirsten Thorndahl      | Tonny Ahm                   | 15-3, 15-13         |
| 1949      | Aase Schiøtt Jacobsen  | Aase Svendsen               | 8-11, 11-8, 11-4    |
| 1950      | Tonny Ahm              | Aase Schiøtt Jacobsen       | 11-4, 11-6          |
| 1951      | Aase Schiøtt Jacobsen  | Tonny Ahm                   | 11-6, 11-2          |
| 1952      | Tonny Ahm              | Aase Schiøtt Jacobsen       | 11-4, 11-2          |
| 1953      | Marie Ussing           | Agnete Friis                | 11-2, 7-11, 11-2    |
| 1954      | Judy Devlin            | Iris Cooley                 | 11-7, 11-5          |
| 1955      | Margaret Varner        | Judy Devlin                 | 9-12, 11-5, 11-1    |
| 1956      | Margaret Varner        | Judy Devlin                 | 11-8, 12-5          |
| 1957      | Judy Devlin            | Margaret Varner             | 11-2, 11-7          |
| 1958      | Judy Devlin            | Margaret Varner             | 11-7, 12-10         |
| 1959      | Heather Ward           | Judy Devlin                 | 11-7, 3-11, 11-4    |
| 1960      | Judy Devlin            | Margaret Varner             | 11-1, 11-9          |
| 1961      | Judy Hashman           | Ursula Smith                | 11-2, 11-6          |
| 1962      | Judy Hashman           | Ursula Smith                | 11-4, 11-0          |
| 1963      | Judy Hashman           | Angela Bairstow             | 11-5, 11-9          |
| 1964      | Judy Hashman           | Ursula Smith                | 11-0, 11-3          |
| 1965      | Ursula Smith           | Ulla Strand                 | 11-7, 11-7          |
| 1966      | Judy Hashman           | Imre Rietveld               | 11-6, 11-7          |
| 1967      | Judy Hashman           | Noriko Takagi               | 5-11, 11-8, 12-10   |
| 1968      | Eva Twedberg           | Minarni                     | 11-6, 11-2          |
| 1969      | Hiroe Yuki             | Noriko Takagi               | 11-5, 11-5          |
| 1970      | Etsuko Takenaka        | Heather Nielsen             | 11-3, 11-4          |
| 1971      | Eva Twedberg           | Anne Berglund               | 11-3, 6-11, 11-2    |
| 1972      | Noriko Nakayama        | Hiroe Yuki                  | 11-5, 3-11, 11-7    |
| 1973      | Margaret Beck          | Gillian Gilks               | 11-8, 11-0          |
| 1974      | Hiroe Yuki             | Gillian Gilks               | 11-5, 11-9          |
| 1975      | Hiroe Yuki             | Gillian Gilks               | 11-5, 11-9          |
| 1976      | Gillian Gilks          | Margaret Lockwood           | 11-0, 11-3          |
| 1977      | Hiroe Yuki             | Lene Køppen                 | 7-11, 11-3, 11-7    |
| 1978      | Gillian Gilks          | Saori Kondo                 | 11-1, 11-9          |
| 1979      | Lene Køppen            | Saori Kondo                 | 13-9, 1-11, 11-8    |
| 1980      | Lene Køppen            | Verawaty Fajrin             | 11-2, 11-6          |
| 1981      | Hwang Sun-ai           | Lene Køppen                 | 11-1, 11-2          |
| 1982      | Zhang Ailing           | Li Lingwei                  | 11-4, 11-6          |
| 1983      | Zhang Ailing           | Wu Jianqiu                  | 11-5, 10-12, 12-9   |
| 1984      | Li Lingwei             | Han Aiping                  | 11-5, 11-8          |
| 1985      | Han Aiping             | Li Lingwei                  | 11-7, 12-10         |
| 1986      | Kim Yun-ja             | Qian Ping                   | 11-6, 12-11         |
| 1987      | Kirsten Larsen         | Qian Ping                   | 9-7 (Aufgabe)       |
| 1988      | Gu Jiaming             | Lee Young-suk               | 11-2, 11-2          |
| 1989      | Li Lingwei             | Susi Susanti                | 11-8, 11-4          |
| 1990      | Susi Susanti           | Huang Hua                   | 12-11, 11-1         |
| 1991      | Susi Susanti           | Sarwendah Kusumawardhani    | 0-11, 11-2, 11-6    |
| 1992      | Tang Jiuhong           | Bang Soo-hyun               | 9-12, 12-10, 11-1   |
| 1993      | Susi Susanti           | Bang Soo-hyun               | 4-11, 11-4, 11-1    |
| 1994      | Susi Susanti           | Ye Zhaoying                 | 11-5, 11-9          |
| 1995      | Lim Xiaoqing           | Camilla Martin              | 11-9, 10-12, 11-3   |
| 1996      | Bang Soo-hyun          | Ye Zhaoying                 | 11-1, 11-1          |
| 1997      | Ye Zhaoying            | Gong Zhichao                | 11-3, 11-1          |
| 1998      | Ye Zhaoying            | Zhang Ning                  | 11-5, 11-8          |
| 1999      | Ye Zhaoying            | Dai Yun                     | 9-11, 11-5, 11-1    |
| 2000      | Gong Zhichao           | Dai Yun                     | 11-5, 8-11, 11-5    |
| 2001      | Gong Zhichao           | Zhou Mi                     | 11-7, 11-3          |
| 2002      | Camilla Martin         | Gong Ruina                  | 7-5, 8-6, 7-3       |
| 2003      | Zhou Mi                | Xie Xingfang                | 11-6, 11-5          |
| 2004      | Gong Ruina             | Zhou Mi                     | 11-7, 11-7          |
| 2005      | Xie Xingfang           | Zhang Ning                  | 11-3, 11-9          |
| 2006      | Xie Xingfang           | Zhang Ning                  | 11-3, 9-11, 11-3    |
| 2007      | Xie Xingfang           | Pi Hongyan                  | 21-6, 21-13         |
| 2008      | Tine Rasmussen         | Lu Lan                      | 21-11, 18-21, 22-20 |
| 2009      | Wang Yihan             | Tine Rasmussen              | 21-19, 21-23, 21-11 |
| 2010      | Tine Rasmussen         | Wang Yihan                  | 21-14, 18-21, 21-19 |
| 2011      | Wang Shixian           | Wang Xin                    | 21-19, 21-17        |
| 2012      | Li Xuerui              | Wang Yihan                  | 21-13, 21-19        |
| 2013      | Tine Baun              | Ratchanok Intanon           | 21-14, 16-21, 21-10 |
| 2014      | Wang Shixian           | Li Xuerui                   | 21-19, 21-18        |
| 2015      | Carolina Marín         | Saina Nehwal                | 16-21, 21-14, 21-7  |
| 2016      | Nozomi Okuhara         | Wang Shixian                | 21-11, 16-21, 21-19 |
| 2017      | Tai Tzu-ying           | Ratchanok Intanon           | 21-16, 22-20        |
| 2018      | Tai Tzu-ying           | Akane Yamaguchi             | 22-20, 21-13        |
| 2019      | Chen Yufei             | Tai Tzu-ying                | 21-17, 21-17        |
| 2020      | Tai Tzu-ying           | Chen Yufei                  | 21–19, 21–15        |
| 2021      | Nozomi Okuhara         | Pornpawee Chochuwong        | 21–12, 21–16        |
| 2022      | Akane Yamaguchi        | An Se-young                 | 21–15, 21–15        |
| 2023      | An Se-young            | Chen Yufei                  | 21–17, 10-21, 21–19 |
| 2024      | Carolina Marín         | Akane Yamaguchi             | 26–24, 11-1 ret.    |

## Statistik

### Mehrfachtitelgewinner
| Platz | Land                | Spieler                | Anzahl |
| ----- | ------------------- | ---------------------- | ------ |
| 1     | Vereinigte Staaten  | Judy Devlin            | 10     |
| 2     | England             | Meriel Lucas           | 6      |
| 3     | England             | Ethel Thomson Larcombe | 5      |
| 3     | England             | Marjorie Barrett       | 5      |
| 5     | England             | Kitty McKane           | 4      |
| 5     | Japan               | Hiroe Yuki             | 4      |
| 5     | Indonesien          | Susi Susanti           | 4      |
| 8     | England             | Margaret Tragett       | 3      |
| 8     | England             | Lavinia Clara Radeglia | 3      |
| 8     | China Volksrepublik | Ye Zhaoying            | 3      |
| 8     | China Volksrepublik | Xie Xingfang           | 3      |
| 8     | Danemark            | Tine Baun              | 3      |
| 8     | Chinesisch Taipeh   | Tai Tzu-ying           | 3      |
| 14    | England             | Leoni Kingsbury        | 2      |
| 14    | England             | Thelma Kingsbury       | 2      |
| 14    | Danemark            | Marie Ussing           | 2      |
| 14    | Danemark            | Aase Schiøtt Jacobsen  | 2      |
| 14    | Danemark            | Tonny Ahm              | 2      |
| 14    | Vereinigte Staaten  | Margaret Varner        | 2      |
| 14    | Schweden            | Eva Twedberg           | 2      |
| 14    | England             | Gillian Gilks          | 2      |
| 14    | Danemark            | Lene Køppen            | 2      |
| 14    | China Volksrepublik | Zhang Ailing           | 2      |
| 14    | China Volksrepublik | Li Lingwei             | 2      |
| 14    | China Volksrepublik | Gong Zhichao           | 2      |
| 14    | China Volksrepublik | Wang Shixian           | 2      |
| 14    | Japan               | Nozomi Okuhara         | 2      |
| 14    | Spanien             | Carolina Marín         | 2      |

### Sieger nach Land
| Platz | Land                | Anzahl |
| ----- | ------------------- | ------ |
| 1     | England             | 39     |
| 2     | Volksrepublik China | 22     |
| 3     | Dänemark            | 14     |
| 4     | Vereinigte Staaten  | 12     |
| 5     | Japan               | 9      |
| 6     | Indonesien          | 4      |
| 6     | Südkorea            | 4      |
| 8     | Chinesisch Taipeh   | 3      |
| 8     | Schweden            | 3      |
| 10    | Spanien             | 2      |
| 11    | Kanada              | 1      |

### Mehrfachfinalisten
| Platz | Land                | Spieler                  | Anzahl |
| ----- | ------------------- | ------------------------ | ------ |
| 1     | Vereinigte Staaten  | Judy Devlin              | 13     |
| 2     | England             | Margaret Tragett         | 11     |
| 3     | England             | Ethel Thomson Larcombe   | 7      |
| 4     | England             | Meriel Lucas             | 6      |
| 4     | England             | Marjorie Barrett         | 6      |
| 6     | Japan               | Hiroe Yuki               | 5      |
| 6     | England             | Gillian Gilks            | 5      |
| 6     | Indonesien          | Susi Susanti             | 5      |
| 6     | China Volksrepublik | Ye Zhaoying              | 5      |
| 10    | England             | Lavinia Clara Radeglia   | 4      |
| 10    | England             | Kitty McKane             | 4      |
| 10    | England             | Leoni Kingsbury          | 4      |
| 10    | England             | Betty Uber               | 4      |
| 10    | Danemark            | Aase Schiøtt Jacobsen    | 4      |
| 10    | Danemark            | Tonny Ahm                | 4      |
| 10    | England             | Ursula Smith             | 4      |
| 10    | Danemark            | Lene Køppen              | 4      |
| 10    | China Volksrepublik | Li Lingwei               | 4      |
| 10    | China Volksrepublik | Xie Xingfang             | 4      |
| 10    | Chinesisch Taipeh   | Tai Tzu-ying             | 4      |
| 10    | Danemark            | Tine Baun                | 4      |
| 24    | England             | Dorothy Lambert Chambers | 3      |
| 24    | England             | Alice Woodroffe          | 3      |
| 24    | England             | Thelma Kingsbury         | 3      |
| 24    | Japan               | Noriko Nakayama          | 3      |
| 24    | Korea Sud           | Bang Soo-hyun            | 3      |
| 24    | China Volksrepublik | Gong Zhichao             | 3      |
| 24    | China Volksrepublik | Zhang Ning               | 3      |
| 24    | China Volksrepublik | Zhou Mi                  | 3      |
| 24    | China Volksrepublik | Wang Yihan               | 3      |
| 24    | China Volksrepublik | Wang Shixian             | 3      |
| 24    | China Volksrepublik | Chen Yufei               | 3      |
| 24    | Japan               | Akane Yamaguchi          | 3      |
| 33    | England             | Diana Doveton            | 2      |
| 33    | Danemark            | Marie Ussing             | 2      |
| 33    | Danemark            | Kirsten Thorndahl        | 2      |
| 33    | Schweden            | Eva Twedberg             | 2      |
| 33    | England             | Margaret Beck            | 2      |
| 33    | Japan               | Saori Kondo              | 2      |
| 33    | China Volksrepublik | Zhang Ailing             | 2      |
| 33    | China Volksrepublik | Han Aiping               | 2      |
| 33    | China Volksrepublik | Qian Ping                | 2      |
| 33    | Danemark            | Camilla Martin           | 2      |
| 33    | China Volksrepublik | Dai Yun                  | 2      |
| 33    | China Volksrepublik | Gong Ruina               | 2      |
| 33    | China Volksrepublik | Li Xuerui                | 2      |
| 33    | Thailand            | Ratchanok Intanon        | 2      |
| 33    | Japan               | Nozomi Okuhara           | 2      |
| 33    | Korea Sud           | An Se-young              | 2      |
| 33    | Spanien             | Carolina Marín           | 2      |